# Indianapolis Tennis Championships 1989
L'Indianapolis Tennis Championships 1989 è stato un torneo di tennis giocato sul cemento dell'Indianapolis Tennis Center di Indianapolis negli Stati Uniti. È stata la 2ª edizione del torneo, che fa parte del Nabisco Grand Prix 1989. Si è giocato dal 7 al 13 agosto 1989.

## Campioni

### Singolare
John McEnroe ha battuto in finale  Jay Berger con il punteggio di 6–4, 4–6, 6–4

### Doppio
Pieter Aldrich /  Danie Visser hanno battuto in finale  Peter Doohan /  Laurie Warder con il punteggio di 7–6, 7–6